# Врицько
Вріцко (словац. Vrícko) — село, громада округу Мартін, Жилінський край, регіон Турєц. Кадастрова площа громади — 29,57 км².
Населення 456 осіб (станом на 31 грудня 2018 року).

## Історія
Вріцко згадується 1594 року.

## Населення
| Рік:            | 1994. | 2004.   | 2014.   | 2024.   |
| --------------- | ----- | ------- | ------- | ------- |
| Кількість осіб: | 397   | 427     | 451     | 433     |
| Різниця:        |       | +7,55 % | +5,62 % | -3,99 % |

| Рік:            | 2023. | 2024.   |
| --------------- | ----- | ------- |
| Кількість осіб: | 438   | 433     |
| Різниця:        |       | -1,14 % |